# 格雷格·洛加尼斯
格雷戈里·埃夫西米奥斯·洛加尼斯（英語：Gregory Efthimios Louganis，1960年1月29日—），美国跳水运动员，是萨摩亚／瑞典人的混血後裔，由希腊養父母收養長大。他曾在奥运会上连续两届取得3米跳板和10米跳台的冠军，并且在三届世锦赛中赢的得了5枚金牌。

## 生平

### 奥运会生涯
16岁时，洛加尼斯参加了在蒙特利尔举办的1976年夏季奥林匹克运动会，他此次赢得了10米跳台的银牌，当时这一项目的霸主是意大利名将克劳斯·迪比亚西。连年后，迪比亚西退役，洛加尼斯获得了这个项目的世界冠军，并且成为了1980年代男子跳水界的领军人物。
1984年，在洛杉矶举行的奥运会中，洛加尼斯击败了中国的四位選手谭良德、李宏平〔3米板〕、童輝、李孔政〔10米台〕，同时获得了跳板和跳台的冠军。
在1986年赢得另外两枚世界竞标赛的冠军后，他在1988年的汉城重演了他1984年的精彩一幕。虽然他在此次的运动会中出现了一些意外（在跳板时撞到了头），但是他仍然分別击败了中国的四位選手谭良德、李德亮〔3米板〕、熊倪、李孔政〔10米台〕获得了该项目的冠军。

### 奥运之后
1987年，洛加尼斯为杂志《Playgirl》拍摄了杂志裸照。
1994年，洛加尼斯通过参加同志运动会公开了自己的同性恋身份。接下来一年，他承认他感染了艾滋病，他表示他早在汉城奥运会之前便已经知道了这件事情，当时他撞伤了头并考虑过退出比赛。
1994年，美国奥林匹克运动委员会向洛加尼斯颁发了杰出运动员勋章。
他著有自传《破水而出》和《For The Life Of Your Dog》。

## 外部連結
- 格雷格·洛加尼斯在FINA（英语）
- 格雷格·洛加尼斯在International Swimming Hall of Fame（英语）
- 格雷格·洛加尼斯在Olympics.com（英语）
- 格雷格·洛加尼斯在Olympedia（英语）
- 格雷格·洛加尼斯在Team USA Hall of Fame（英语）
- 格雷格·洛加尼斯在Florida Sports Hall of Fame（英语）
- 格雷格·洛加尼斯在California Sports Hall of Fame（英语）
- 官方网站 （页面存档备份，存于）
- Greg Louganis official web site （页面存档备份，存于）。
- Greg Louganis biography at U.S. Olympic Committee official web site。
- Greg Louganis to keynote DBSA 2007 National Conference。